# Sang-o-Klasse
Die Sang-o-Klasse ist eine Klasse von dieselelektrischen Küsten-U-Booten der Marine der Koreanischen Volksarmee.

## Allgemeines

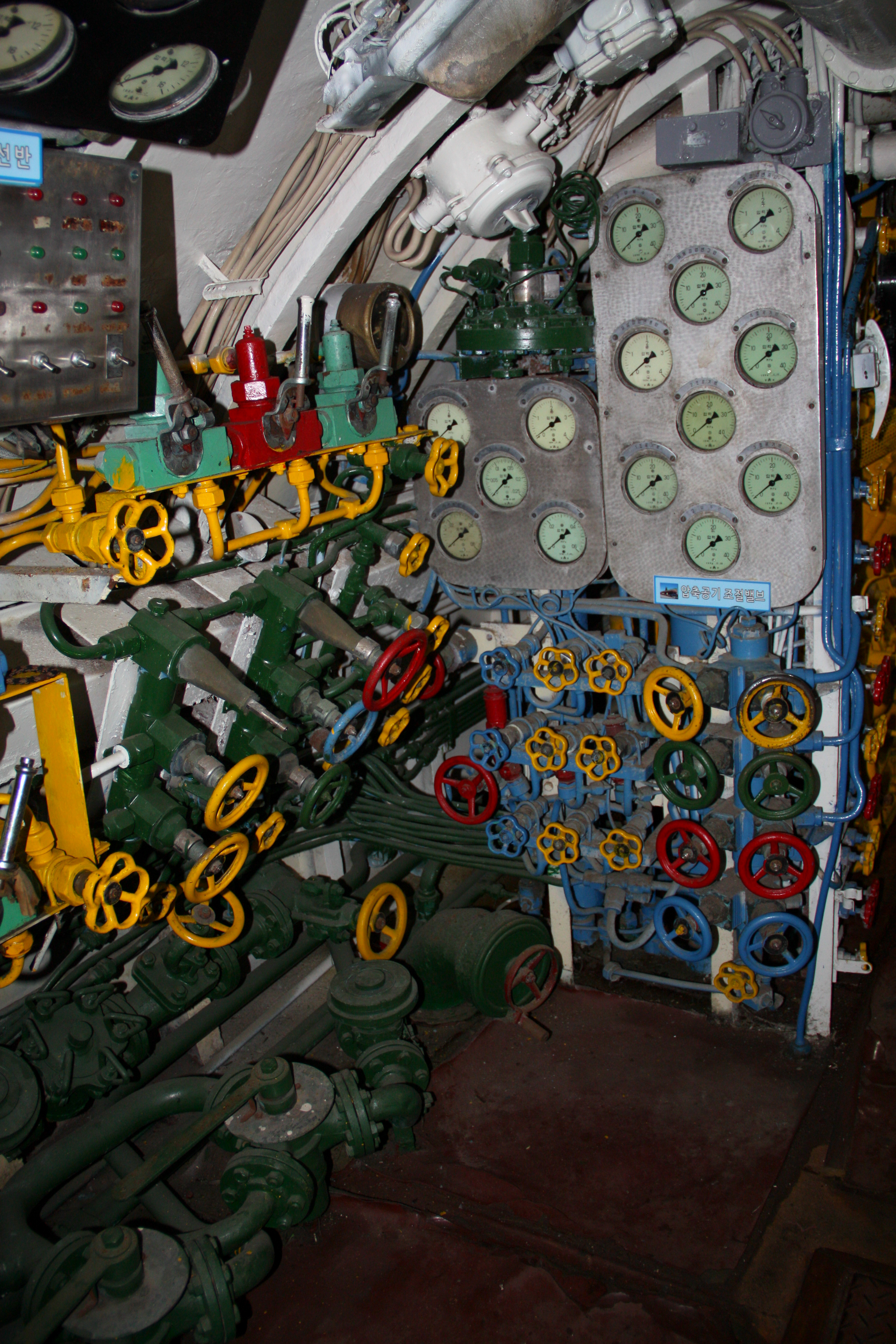
Zentrale

Die Boote wurden ab 1991 in Sinpo konstruiert und in der Folgezeit wurden etwa vier bis sechs Einheiten pro Jahr gefertigt. Im Jahr 1997 sank die Produktion auf drei U-Boote und für die Folgejahre sind keine Produktionszahlen mehr bekannt.
Boote der Sang-o-Klasse haben eine Besatzung von 19 Personen und können zusätzlich bis zu sechs Taucher transportieren. Sie werden für Spionagezwecke gegen Südkorea eingesetzt, insbesondere für die Ein- und Ausschleusung von Spionen.
Es gibt zwei Varianten mit unterschiedlicher Bewaffnung. Eine Variante hat Torpedorohre, die andere kann Seeminen legen.

## Einsätze
Ein Schiff dieser Klasse havarierte im Jahr 1996 vor der südkoreanischen Küste. Dies führte zum koreanischen U-Boot-Zwischenfall von 1996 und beschäftigte unter anderem auch den Sicherheitsrat der Vereinten Nationen.

## Technische Daten
- Geschwindigkeit:
  - aufgetaucht: 7,6 kn
  - getaucht mit Schnorchel und Dieselantrieb: 7,2 kn
  - getaucht mit Elektroantrieb: 8,9 kn
- Länge: ca. 38,5 m
- Breite: ca. 4,1 m
- Tiefgang: ca. 4,0 m
- Bewaffnung:
  - zwei bis vier 533-mm-Torpedorohre mit russischen Torpedos Typ 53-56 oder
  - etwa 16 Seeminen